# Halowe Mistrzostwa Polski Seniorów w Lekkoatletyce 1993
34. Halowe Mistrzostwa Polski Seniorów w Lekkoatletyce – zawody sportowe, które rozegrano 20 i 21 lutego 1993 w Spale, w hali Ośrodka Przygotowań Olimpijskich.
Podczas zawodów ustanowiono cztery halowe rekordy Polski. Marek Zalewski uzyskał w biegu na 200 metrów czas 21,13 s, Robert Korzeniowski w chodzie na 5000 metrów 18:32,09, Urszula Włodarczyk uzyskała w trójskoku wynik 13,34 m, a Katarzyna Radtke w chodzie na 3000 metrów czas 12:33,21.

## Rezultaty

### Mężczyźni
| Konkurencja:              | 1. miejsce                                | Rezultat    | 2. miejsce                                  | Rezultat | 3. miejsce                                                          | Rezultat |
| Bieg na 60 m              | Marek Zalewski Start-Resursa Zduńska Wola | 6,73        | Grzegorz Miękiński AZS AWF Katowice         | 6,90     | Jarosław Majewski Chemik Kędzierzyn                                 | 6,93     |
| Bieg na 200 m             | Marek Zalewski Start-Resursa Zduńska Wola | 21,13 NR    | Robert Maćkowiak Śląsk Wrocław              | 21,47    | Sławomir Kusiowski Budowlani Szczecin                               | 21,99    |
| Bieg na 400 m             | Paweł Woźniak Skra Warszawa               | 48,84       | Dariusz Zielenkiewicz Jagiellonia Białystok | 48,86    | Artur Gąsiewski Narew Łomża                                         | 49,02    |
| Bieg na 800 m             | Dariusz Dobrowolski Lubusz Słubice        | 1:55,16     | Ryszard Ostrowski AZS Poznań                | 1:55,37  | Robert Jóźwiak AZS AWF Warszawa                                     | 1:55,38  |
| Bieg na 1500 m            | Waldemar Lisicki Flota Gdynia             | 3:49,04     | Andrzej Jakubiec AZS Poznań                 | 3:50,64  | Mariusz Staniszewski Lubusz Słubice                                 | 3:50,69  |
| Bieg na 3000 m            | Waldemar Lisicki Flota Gdynia             | 8:08,84     | Piotr Gładki Lechia Gdańsk                  | 8:13,74  | Aleksander Ziobro Gwardia Piła                                      | 8:25,59  |
| Bieg na 60 m przez płotki | Paweł Grzegorzewski Bałtyk Gdynia         | 7,84        | Ronald Mehlich AZS AWF Katowice             | 7,86     | Wojciech Sitek Śląsk Wrocław                                        | 7,94     |
| Chód na 5000 m            | Robert Korzeniowski AZS AWF Katowice      | 18:32,09 NR | Mariusz Ornoch Flota Gdynia                 | 19:40,41 | Jacek Muller Lechia Gdańsk                                          | 19:52,01 |
| Skok wzwyż                | Artur Partyka Łódzki Klub Sportowy        | 2,26        | Jarosław Kotewicz                           | 2,20     | Przemysław Radkiewicz Skra Warszawa                                 | 2,17     |
| Skok o tyczce             | Mirosław Chmara Zawisza Bydgoszcz         | 5,40        | Mateusz Brzostek Legia Warszawa             | 5,10     | Andrzej Gawenda Orzeł Warszawa Tomasz Leszczyński Zawisza Bydgoszcz | 5,00     |
| Skok w dal                | Mirosław Nowaczyk Skra Warszawa           | 7,70        | Dariusz Krakowiak Krajna Sępólno            | 7,31     | Rafał Wyrzykowski Vectra Włocławek                                  | 7,26     |
| Trójskok                  | Jacek Butkiewicz Pomorzanin Toruń         | 15,94       | Piotr Weremczuk Zawisza Bydgoszcz           | 15,87    | Paweł Twardowski AZS AWF Katowice                                   | 15,52    |
| Pchnięcie kulą            | Helmut Krieger Chemik Kędzierzyn          | 19,53       | Piotr Perżyło Górnik Brzeszcze              | 18,08    | Adam Adamowski Sztorm Kołobrzeg                                     | 16,19    |
| Siedmiobój                | Sebastian Chmara Zawisza Bydgoszcz        | 5620        | Robert Mańka AZS AWF Wrocław                | 5429     | Grzegorz Kalarus Śląsk Wrocław                                      | 5166     |

### Kobiety
| Konkurencja:              | 1. miejsce                               | Rezultat    | 2. miejsce                                                     | Rezultat | 3. miejsce                          | Rezultat |
| Bieg na 60 m              | Sylwia Pachut AZS AWF Katowice           | 7,51        | Sylwia Kwilińska Gwardia Olsztyn                               | 7,52     | Urszula Włodarczyk AZS AWF Wrocław  | 7,64     |
| Bieg na 200 m             | Katarzyna Zakrzewska Orzeł Warszawa      | 24,52       | Sylwia Pachut AZS AWF Katowice                                 | 24,53    | Dorota Krawczak Skra Warszawa       | 24,98    |
| Bieg na 400 m             | Monika Warnicka AZS AWF Wrocław          | 54,54       | Elżbieta Kilińska Chemik Kędzierzyn                            | 55,18    | Sylwia Kwilińska Gwardia Olsztyn    | 56,30    |
| Bieg na 800 m             | Małgorzata Rydz Budowlani Częstochowa    | 2:07,31     | Anna Jakubczak Skra Warszawa                                   | 2:13,79  | Renata Sobiesiak Polkolor Piaseczno | 2:14,40  |
| Bieg na 1500 m            | Anna Brzezińska Gwardia Opole            | 4:20,20     | Marta Kosmowska Start Skierniewice                             | 4:24,21  | Beata Monica Victoria Racibórz      | 4:29,45  |
| Bieg na 60 m przez płotki | Aldona Fogiel AZS AWF Warszawa           | 8,31        | Urszula Włodarczyk AZS AWF Wrocław                             | 8,33     | Anna Leszczyńska AZS AWF Gdańsk     | 8,45     |
| Chód na 3000 m            | Katarzyna Radtke Lechia Gdańsk           | 12:33,21 NR | Beata Kaczmarska Skra Warszawa                                 | 13:06,02 | Beata Janaszek Flota Gdynia         | 13:39,77 |
| Skok wzwyż                | Donata Jancewicz SKLA Sopot              | 1,87        | Beata Hołub AZS AWF Wrocław Urszula Włodarczyk AZS AWF Wrocław | 1,84     |                                     |          |
| Skok w dal                | Agata Karczmarek Legia Warszawa          | 6,55        | Małgorzata Sobczak Bałtyk Gdynia                               | 6,10     | Urszula Włodarczyk AZS AWF Wrocław  | 6,04     |
| Trójskok                  | Urszula Włodarczyk AZS AWF Wrocław       | 13,34 NR    | Agnieszka Stańczyk Budowlani Częstochowa                       | 13,13    | Ilona Pazoła 'Krokus Leszno         | 12,98    |
| Pchnięcie kulą            | Krystyna Danilczyk Jagiellonia Białystok | 18,01       | Mirosława Mastej AKS Chorzów                                   | 15,72    | Renata Tokarz AZS AWF Kraków        | 14,78    |
| Pięciobój                 | Bożena Bogucka Śląsk Wrocław             | 3961        | Elżbieta Lasota Śląsk Wrocław                                  | 3853     | Izabela Wojszko AZS AWF Warszawa    | 3783     |